# Neonesidea aduncicorpulenta
Neonesidea aduncicorpulenta is een mosselkreeftjessoort uit de familie van de Bairdiidae. De wetenschappelijke naam van de soort is voor het eerst geldig gepubliceerd in 1969 door Maddocks.